# Henry Seymour King
Henry Seymour King (4 janvier 1852, Brighton - 14 novembre 1933), 1er baronnet, est un banquier, alpiniste et politicien conservateur britannique.

## Biographie

### Jeunesse
Henry Seymour est le fils de Henry Samuel King. Il reçoit son éducation à la Charterhouse School puis au Balliol College d'Oxford où il reçoit une médaille d'or de rhétorique. Il s'associe ensuite à son père dans la finance au sein de l'établissement Henry S. King & Co. Cette banque a été fondée en 1868 alors que son père prenait les rênes de l'agence indienne de la Smith Elder & Co, booksellers, stationers, East India agents, shippers, and bankers. Lorsqu'il meurt en 1878, le fils devient associé principal et étend ses activités, basées au départ à Bombay et Calcutta, vers Port-Saïd, Delhi et Shimla. Une des caractéristiques de l'établissement est d'employer des femmes, dès 1887, comme dactylographes, ce que la plupart des banques refusent de faire avant la Première Guerre mondiale. King rachète également deux journaux indiens, le Overland Mail et le Homeward Mail, tous deux fondés par John William Kaye, l'historien de la révolte des Cipayes. Le beau-frère de King, Edward Jenkins, un député de la Chambre des communes de la circonscription de Dundee, y devient rédacteur en 1886.

### Alpinisme

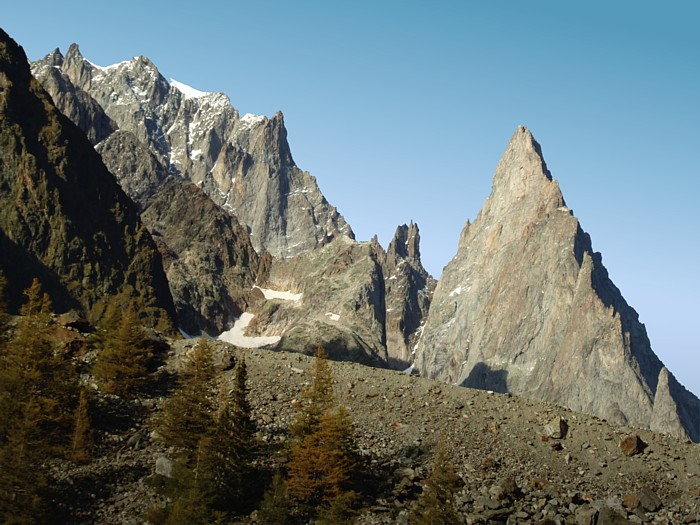
Les aiguilles de Peuterey vues depuis le val Veny, avec l'aiguille Blanche, à gauche, et l'aiguille Noire, à droite.

Henry Seymour King est également épris d'aventures en montagne, réalisant plusieurs premières ascensions dans les Alpes :
- 1878 : mont Maudit avec William Edward Davidson et les guides Johann Jaun d. J. et Johann von Bergen ;
- 31 juillet 1885 : l'aiguille Blanche de Peuterey (pointe Güssfeldt, 4 112 m), avec ses guides Émile Rey de Courmayeur, Ambros Supersaxo et Aloys Anthamatten de Saas-Fee[4]. Le sommet SE (4 107 m) a été nommé en son honneur pointe Seymour King ;
- 1886 : le Blanc de Moming avec les guides Ambros Supersaxo et Aloys Anthamatten ;
- 1887 : Kingspitz dans les Engelhörner avec Ambros Supersaxo et Anton Anthamatten et arête du Rotbrett à la Jungfrau, avec Louis Zurbrücken et Ambros Supersaxo.

### Politique et affaires
En 1885, King est élu député de la Chambre des communes de la circonscription de Kingston-upon-Hull. Ayant précédemment été fait Commander de l'Ordre de l'Empire des Indes, il est promu Knight Commander le 15 août 1892. Il devient le premier Mayor of Kensington en 1904 et accorde un gros prêt sans intérêt pour l'achat de terrains de bidonvilles de North Kensington afin qu'ils puissent être reconstruits et rénovés. Il est réélu au Parlement jusqu'à ce qu'il soit destitué par pétition le 1er juin 1911.
En 1909, il devient directeur de la Lloyds Bank. Après la Première Guerre mondiale, il arrange une fusion avec Messrs Cox & Co., une banque rivale indienne. La Lloyds absorbe la branche finance de la nouvelle compagnie en février 1923, créant ainsi l'Eastern Department of Lloyds, lequel comporte seize établissements en Inde, au Pakistan et en Birmanie. La branche voyage de la compagnie se poursuit au sein de Cox & Kings. Les loisirs de King s'étendent à la voile. Il devient président de la Commission sur les impôts sur le revenu de la City et, en reconnaissance de ses services, est fait Baronet en 1932. Il devient également membre de la Commission of Lieutenancy for the City of London.